# Renault D2
Le Renault D2 est un char de combat moyen français. Ce modèle est développé à partir du D1 en un peu mieux protégé, d'abord destiné au rôle de principal char de bataille, il est rapidement remplacé dans ce rôle par le B1 bis. Il participa aux combats de mai et juin 1940.

## Origine et développement
Sur proposition du capitaine Deygas de la direction de l'infanterie (23 janvier 1930), Renault réalisa une version sur-blindée et élargie du D1. Les trois prototypes, désignés UZ dans la nomenclature Renault, furent testés en 1932 et 1933. Le développement du D2 fut poursuivi au cas où la conférence mondiale pour le désarmement de Genève impose en 1934 une limitation du poids des chars, ce qui empêcherait la poursuite de la production du char B1.

100 chars furent commandés et livrés à l'armée de terre française entre 1936 et mai 1940 : cinquante entre le 25 mai 1936 et le 17 mars 1937 pour le premier lot, et à partir de fin mars à début juin 1940 pour une partie du second lot. Parmi les derniers exemplaires au moins partiellement assemblés, certains furent emportés dans la retraite générale des armées françaises vers ce qui deviendra la zone libre après l’armistice. Les tout derniers sont probablement restés à divers stades d’assemblage dans l’usine de la Chaléassière.

## Description
Le char D2 est un char D1 amélioré. Par rapport au D1, le type de tourelle différent utilisé augmente quelque peu sa hauteur à 266,6 centimètres; la caisse mesure 175,5 centimètres de haut. La longueur de la caisse, sans la queue, est de 546 centimètres ; sa largeur est réduite à 222,3 centimètres grâce à l'utilisation de patins plus étroits, larges de 35 centimètres. La suspension est en grande partie identique mais les galets supérieurs, auxquels est ajoutée une roue de tension, sont placés un peu plus haut pour éviter la résonance de la piste, un problème persistant avec le Char D1. La plaque de blindage recouvrant les trois ressorts hélicoïdaux verticaux se compose de six panneaux au lieu de huit ; des goulottes de boue sont ajoutées sous chaque rouleau supérieur. Il y a trois bogies par côté, chacun avec quatre roues, un ressort hélicoïdal et deux amortisseurs. À l'avant et à l'arrière sous le pignon, il y a une roue de tension avec son propre amortisseur ; identiques aux roues proprement dites, elles portent le nombre total de ces roues à quatorze. Un autre changement concerne les ailes avec de grands bacs de rangement qui donnent la fausse impression de faire partie du blindage principal.
Les véhicules de production utilisent beaucoup moins de sections soudées que prévu au départ. Pour réduire le prix, Renault a choisi de mettre en œuvre une nouvelle technique de construction, utilisant de grandes vis plates, servant à la fois de boulons et, appliquées à chaud, de rivets, fixant les principales plaques de blindage entre elles au moyen de fines bandes d'acier de liaison. De cette façon, aucune poutre interne, formant un véritable châssis, n'est nécessaire. Les plaques de blindage ont une épaisseur de 40 mm.
Comme avec le Char D1, l'équipage est de trois personnes, mais l'opérateur radiotélégraphiste est assis à droite du conducteur au lieu du commandant, et l'antenne, du poste ER52, a été déplacée à côté de lui. Cette nouvelle configuration avait été demandée pour créer un compartiment de combat plus spacieux. Deux véhicules de commandement, numéros de série 2016 et 2049, ont une deuxième antenne à gauche pour utiliser leur ensemble longue portée ER51. La puissance du moteur a considérablement augmenté jusqu'à 150 ch en installant un moteur Renault 6 cylindres de 9,5 litres, mais comme le poids est passé à 19,75 (juste en dessous de la limite de vingt tonnes) au lieu des 15,5 tonnes prévues, le gain en la vitesse maximale est limitée à 23 km/h. La transmission est à quatre vitesses. Quatre réservoirs de carburant d'une capacité totale de 352 litres permettent une autonomie d'une centaine de kilomètres. La capacité de gué est de 120 centimètres, une tranchée de 210 centimètres peut être franchie, un obstacle de quatre-vingts centimètres de haut ou une pente de 50 % escaladée. Une mitrailleuse fixe de 7,5 mm est disposée dans le glacis du côté droit, commandée par le chef de char au moyen d’un câble. Elle est interchangeable avec la mitrailleuse coaxiale et peut aussi être utilisée en antiaérien au moyen d’un support sur la tourelle.

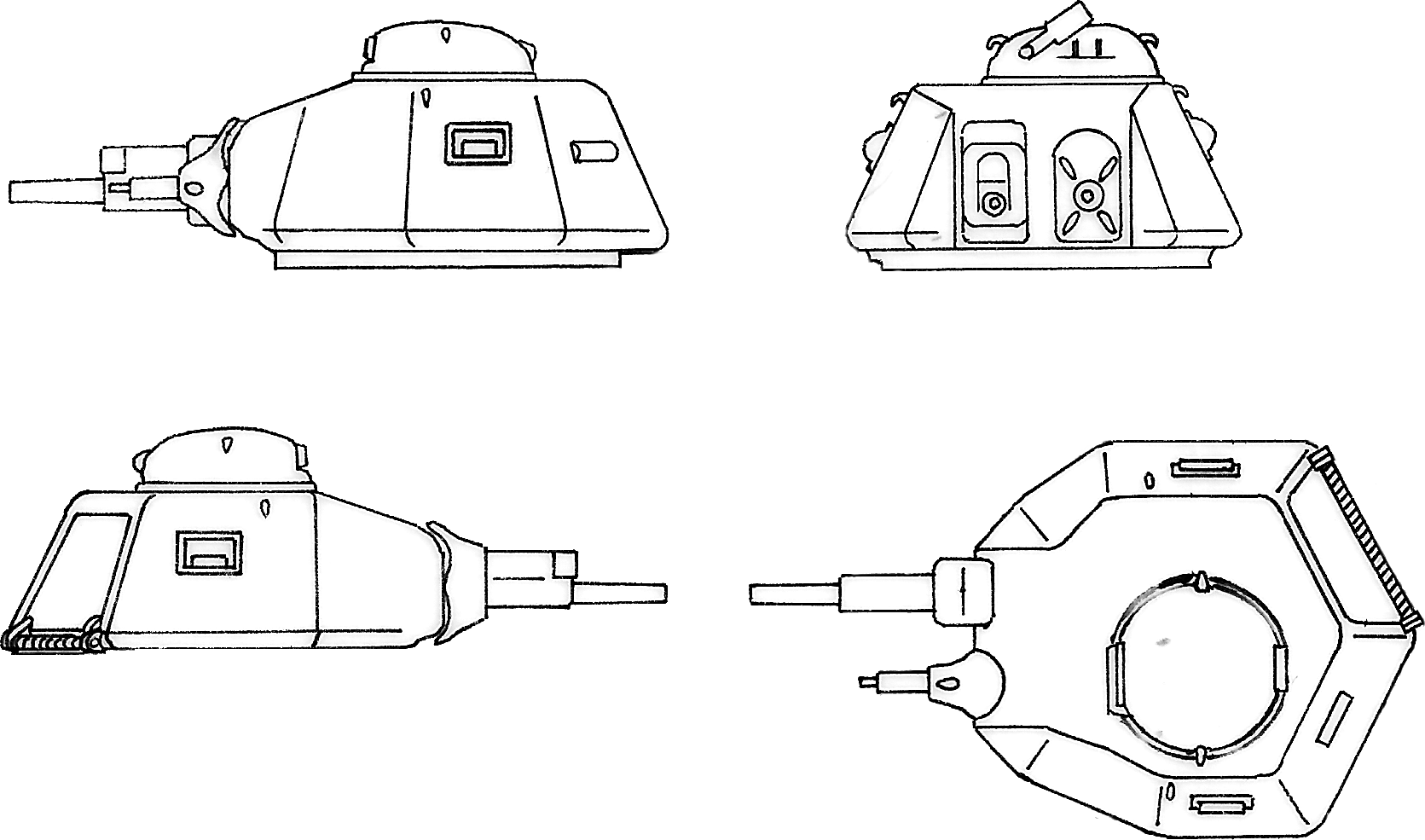
Tourelle APX1

La première série est équipée d'une tourelle monoplace APX 1 armée d'un canon de 47 mm SA 34 dit « de marine ». La seconde série est équipée d'une tourelle APX 1A à la forme légèrement remaniée, armée d'un canon de 47 mm SA 35. Ce dernier canon était en cours d'installation sur les D2 de première série en mai 1940.

## Utilisation opérationnelle
Les premiers exemplaires de char D2 arrivent au 507e RCC en avril 1937. En juillet, le premier bataillon du régiment est entièrement équipé et compte 45 chars répartis dans trois compagnies de quatre sections chacune. Le deuxième bataillon est quant à lui doté du char léger Renault R35 depuis janvier.

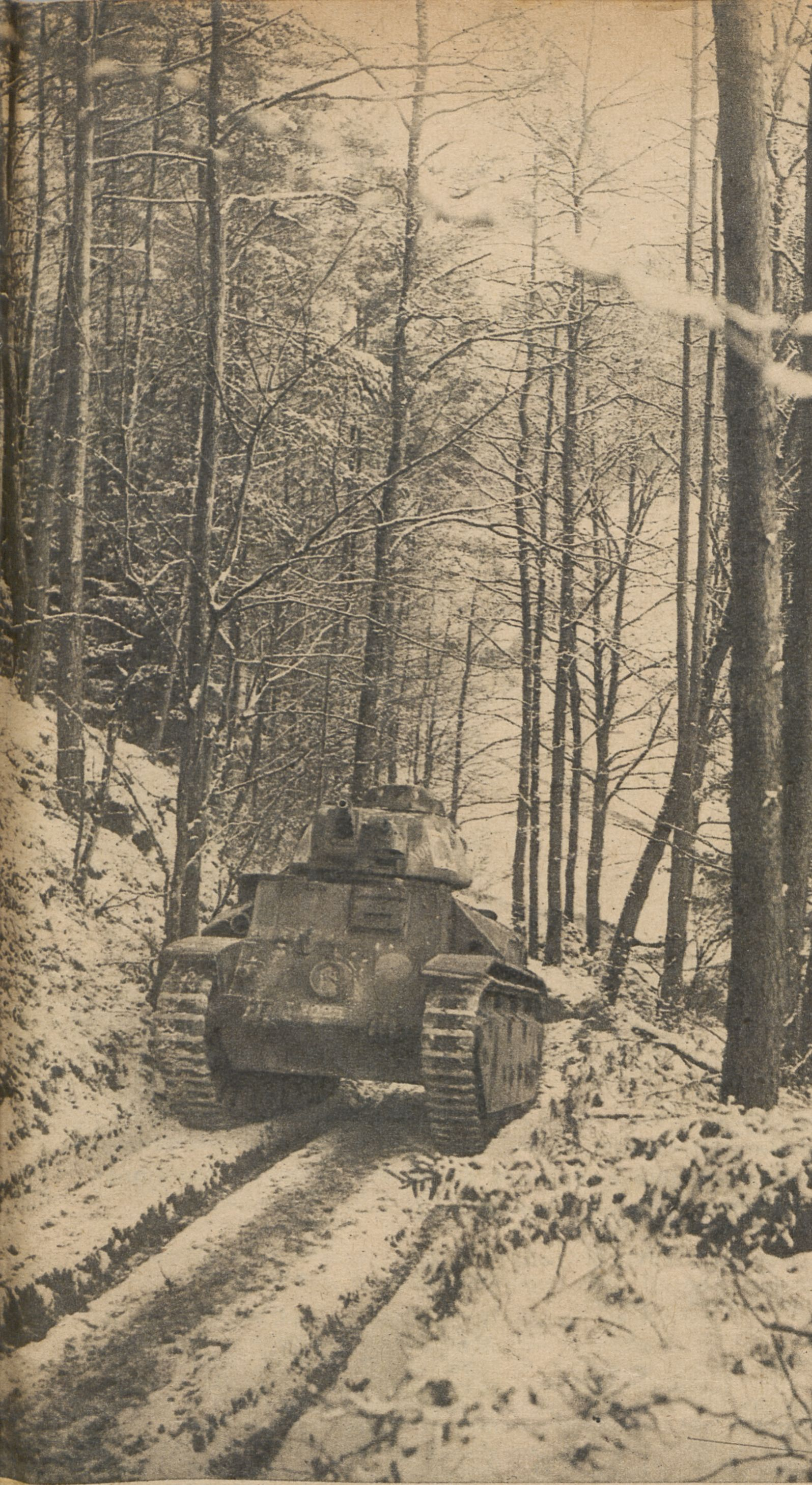
Le D2 Yorktown anciennement utilisé par le colonel de Gaulle, photographié en 1940. Sur le cache circulaire du phare au milieu de la caisse on devine les cinq chevrons qui désignait le char du colonel.

Le 5 septembre 1937, le colonel de Gaulle prend le commandement du 507e RCC. Son char, le Yorktown (ex Saturne), porte le numéro 2025.
À sa dissolution, le 27 août 1939, le 507e RCC donne naissance à deux bataillons autonomes : le 19e BCC du commandant Aymé, issu du premier bataillon, et le 20e BCC formé par le deuxième bataillon.
Le 19e BCC reste provisoirement rattaché au nouveau GBC 507 (groupe de bataillons de chars no 507) du 2e groupe d'armées, puis est transféré le 6 septembre au GBC 510 et enfin le 8 septembre au GBC 511.
Finalement affecté au GBC 517, le bataillon se sépare le 26 avril 1940 de sa 1re compagnie, qui devient la 345e CACC (compagnie autonome de chars de combat). Désignée pour appuyer le CEFS mis sur pied pour intervenir en Norvège, la compagnie perçoit alors 15 nouveaux chars D2.
Ainsi, lorsque débutent les hostilités le 10 mai 1940, le 19e BCC dispose de 44 chars pour seulement 30 équipages et deux compagnies sur trois sont équipés du nouveau canon de 47 mm SA 35 (canon semi-automatique de 47 mm modèle 1935).
Les 14 chars de la 345e CACC du capitaine Idée ne sont finalement pas envoyés en Norvège. La compagnie est affectée à la toute nouvelle 4e DCr et combat le 17 mai 1940 sous le commandement du colonel Charles De Gaulle à Montcornet, au nord-est de Laon, contre des éléments de la 1re Panzerdivision. Alors qu’elle vient de rejoindre le 19e BCC, elle est à nouveau engagée les 19 et 20 mai contre les IR 119 et 75 (régiments d’infanterie allemands), à Crécy-sur-Serre et Festieux. Réintégrée le 21 mai au 19e BCC, la compagnie retrouve les chars laissés à sa création et redevient la 1re compagnie du bataillon. Au total, lors de ces trois jours de combat dans la région de Laon, la 345e CACC perd 10 chars soit plus des deux tiers de ses effectifs initiaux. 
Le 27 mai, des éléments des 2e et 3e compagnies du 19e BCC sont chargées d'appuyer la 7e DIC lors d'une offensive dans la région d'Amiens. Sur les 15 blindés engagées au départ, 12 participeront effectivement à l'attaque. Le bilan est à nouveau très lourd car 8 chars sont perdus.
La 346e CACC à quant à elle été formée le 17 mai 1940 à La Bussière dans le Loiret à partir d'une compagnie du 106e BIC (bataillon d'instruction de char). Affectée tout d'abord à la 2e DCr, elle est finalement mutée le 25 mai à la 4e DCr et rejoint ainsi le 19e BCC. Constituée de personnel sans formation, la compagnie, aux ordres du capitaine Durand puis du capitaine Collot, est dépouillée de ses 10 chars flambant neufs et récupère le vieux matériel du bataillon.
La 346e CACC est mise à la disposition du bataillon à compter du 6 juin.

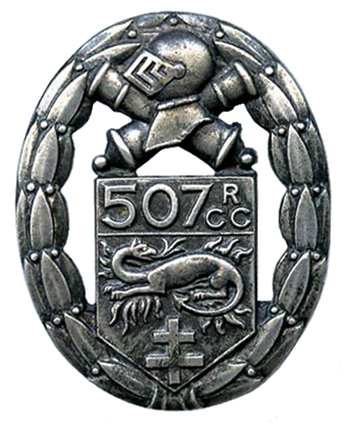
507e RCC
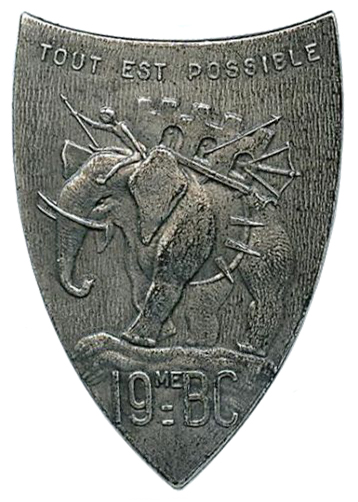
19e BCC

## Dans la culture populaire

### Jeu vidéo

#### World of Tanks
- Le D2 est jouable et est classé comme un char moyen français de rang III.

#### War Thunder
- Le D2 est jouable et est classé comme un char moyen français de rang I, avec une côte de bataille de 1.3.